# 法明代爾 (緬因州)
法明代爾（英語：Farmingdale）是一個位於美國緬因州肯納貝克縣的市鎮。

## 人口
根據2020年美國人口普查的數據，法明代爾的面積為29.91平方千米，當中陸地面積為29.63平方千米，而水域面積為0.28平方千米。當地共有人口2995人，而人口密度為每平方千米100人。